# Gangura, Ialoveni
Gangura este satul de reședință al comunei cu același nume  din raionul Ialoveni, Republica Moldova. Comuna Gangura este formată din satele Gangura, Alexandrovca, Misovca și Homuteanovca.

## Etimologia
Denumirea satului se trage de la Gangur - pârcălab de Orhei din timpul lui Ștefan cela Mare. 

## Istorie
Dicționarul Geografic al Basarabiei de Zamfir Arbore: Gangura, sat, în jud. Bender, volostea Căinări, așezat în valea Botnei, pe malul râului Botna, aproape de gura pârâului Rezena. Are 215 case, cu o populație de 1822 suflete. Țăranii din acest sat au locuit până pe la 1800 un alt sat Gangura, ce se afla în jud. Chișinău, acolo, unde astăzi se află satul Răzăni. Vechea seliște a acestui se mai vede lângă un cimitir părăsit. De acolo au fost alungați de boierul Balș. Răzeșii din Răzeni posedă hrisovul lui Ștefan Vodă din anul 1503, în care se stabilește siliștea satului Gangura pe malul Botnei, acolo unde azi se află satul răzeșilor din Răzeni.

## Demografie

### Structura etnică
Structura etnică a satului Gangura conform recensământului populației din 2004:
| Grup etnic                                               | Populație | % Procentaj  |
| -------------------------------------------------------- | --------- | ------------ |
| Băștinași declarați Moldoveni Băștinași declarați Români | 780 35    | 85,71% 3,85% |
| Bulgari                                                  | 61        | 6,70%        |
| Ucraineni                                                | 22        | 2,42%        |
| Ruși                                                     | 12        | 1,32%        |
| Total                                                    | 910       |              |